# Nancy Contreras Reyes
Nancy Contreras Reyes (Zacatecas, 20 de gener de 1978) és una ciclista mexicana, que s'ha especialitzat en la pista. Durant la seva carrera esportiva va prendre part en els Jocs Olímpics d'Estiu del 1996, on fou l'abanderada mexicana en la cerimònia inaugural dels Jocs, i els del 2000.
El 2001 es proclamà campiona del món en 500 metres contrarellotge. En el seu palmarès també destaquen quatre medalles als Jocs Panamericans, una d'or, una de plata i dues de bronze, entre les edicions del 1995 i 2011, i nou medalles als Jocs Centreamericans i del Carib, una d'or, dues de plata i sis de bronze. El 1998 es va veure implicada en un cas dopatge.

## Palmarès
- 2001
  -  Campiona del Món en 500 metres
- 2002
  - Medalla d'or als Jocs Centreamericans i del Carib em 500 metres

### Resultats a laCopa del Món
- 2000
  - 1a a la Classificació general i a la prova de Ciutat de Mèxic, en 500 metres
- 2001
  - 1a a Ciutat de Mèxic, en 500 metres
  - 1a a Ciutat de Mèxic, en Velocitat
- 2002
  - 1a a la Classificació general i a les proves de Ciutat del Cap i Sydney, en 500 metres
  - 1a a Sydney, en Velocitat